# 盧安貝國家公園
盧安貝國家公園（Luambe National Park）是非洲中部國家贊比亞的國家公園，位於該國東方省的盧安瓜河河谷，佔地300平方公里，海拔高度500至700米，園內有潟湖的地貌。

## 外部連結
- Website （页面存档备份，存于）
- https://web.archive.org/web/20060502164420/http://www.conservation-luambe.de/
- http://www.luangwawilderness.com （页面存档备份，存于）

12°30′S 32°20′E / 12.500°S 32.333°E